# Sandra Hall Magnus
Sandra Hall Magnus dr. (Belleville, Illinois, 1964. október 30. –) amerikai mérnök, űrhajósnő.

## Életpálya
1986-ban az University of Missouri-Rolla keretében fizikából vizsgázott. Ugyanitt 1990-ben villamosmérnöki diplomát szerzett. 1986-1991 között a McDonnell Douglas vállaltnál, az A–12 Avenger II lopakodó programban a hajtóművek fejlesztésén dolgozott. 1991-1996 között a NASA Lewis Research Center fejlesztő/kutató mérnöke. 1996-ban a Georgia Institute of Technology keretében doktori  (Ph.D.) diplomát szerzett.
1996. május 1-től a Lyndon B. Johnson Űrközpontban részesült űrhajóskiképzésben. 1997-1998-ban az Űrhajózási Hivatal megbízásából a manipulátor kar kezelését tanulta. Feladata volt az Európai Űrügynökséggel (ESA), a Japán Űrügynökséggel (NASDA) és a brazil tudományos igényekkel történő egyeztetés, kapcsolattartás. 2006-ban egy 7 napos tenger alatti (NASA NEEMO 11) kiképzésen vett rész. Amatőr rádiós engedéllyel rendelkezett. Három űrszolgálata alatt összesen 157 napot, 8 órát és 44 percet (3776 óra) töltött a világűrben. Űrhajós pályafutását 2012. október 21-én fejezte be. 2011-től az American Institute of Aeronautics and Astronautics (AIAA) ügyvezető igazgatója.

## Űrrepülések
- STS–112, a Atlantis űrrepülőgép 26. repülésének küldetésfelelőse. A Nemzetközi Űrállomásra (ISS) szállították az S1 rácselemet. Legfőbb feladata a manipulátor kar kezelése, támogatva a rácsszerzet építését, az űrállomás bővítését. Első űrszolgálata alatt összesen 10 napot, 19 órát, 58 percet és 44 másodpercet (260 óra) töltött a világűrben. 7 200 000 kilométert (4 450 000 mérföldet) repült, 170 alkalommal kerülte meg a Földet.
- STS–126 az Endeavour űrrepülőgép 22. repülésén küldetésfelelőse/ISS fedélzeti mérnöke, tudományos tiszt. Fő feladata személyzet- és logisztikai árú (víz, élelmiszer, ruházat, személyes tárgyak, orvosi- eszközök, berendezések, kutatási- kísérleti anyagok és eszközök) szállítása. Második űrszolgálata alatt összesen 133 napot, 18 órát és 18 percet (3210 óra) töltött a világűrben. Az STS–119 űrrepülőgéppel tért vissza kiinduló bázisára. A 4,5 hónapos űrszolgálat alatt 50 304 000 mérföldet repült.
- STS–135, a Atlantis űrrepülőgép 33. repülésének küldetésfelelőse. Az amerikai űrrepülőgép-program legutolsó repülése volt. A Raffaello (Multi-Purpose Logistics Module) segítségével  (víz, élelmiszer, ruházat, személyes tárgyak, orvosi- eszközök, berendezések, kutatási- anyagok és eszközök) szállítottak. Visszafelé bepakolták a csomagoló anyagokat, a szemetet. Harmadik űrszolgálata alatt összesen 12 napot, 18 órát, 27 percet és 56 másodpercet (453 óra) töltött a világűrben. 8 500 000 kilométert (5 284 862 mérföldet) repült, 202 kerülte meg a Földet.

### Tartalék személyzet
STS–135, a Discovery űrrepülőgép 34. repülésén küldetésfelelős/ISS fedélzeti mérnök.